# Willard (nome)
Willard  è un nome proprio di persona inglese maschile.

## Varianti
- Ipocoristici: Will

## Origine e diffusione
Riprende il cognome inglese Willard, a sua volta derivante dal nome germanico Willihard o da quello anglosassone Wilheard (che ha comunque la stessa origine); Willihard è formato dagli elementi wil ("volontà", "desiderio") e hard ("coraggioso", "forte"), entrambi molto comuni nell'onomastica germanica.

## Onomastico
Il nome è adespota, ossia privo di santo patrono. Le persone che lo portano possono festeggiare il proprio onomastico il 1º novembre, giorno dedicato alla festa di Ognissanti.

## Persone

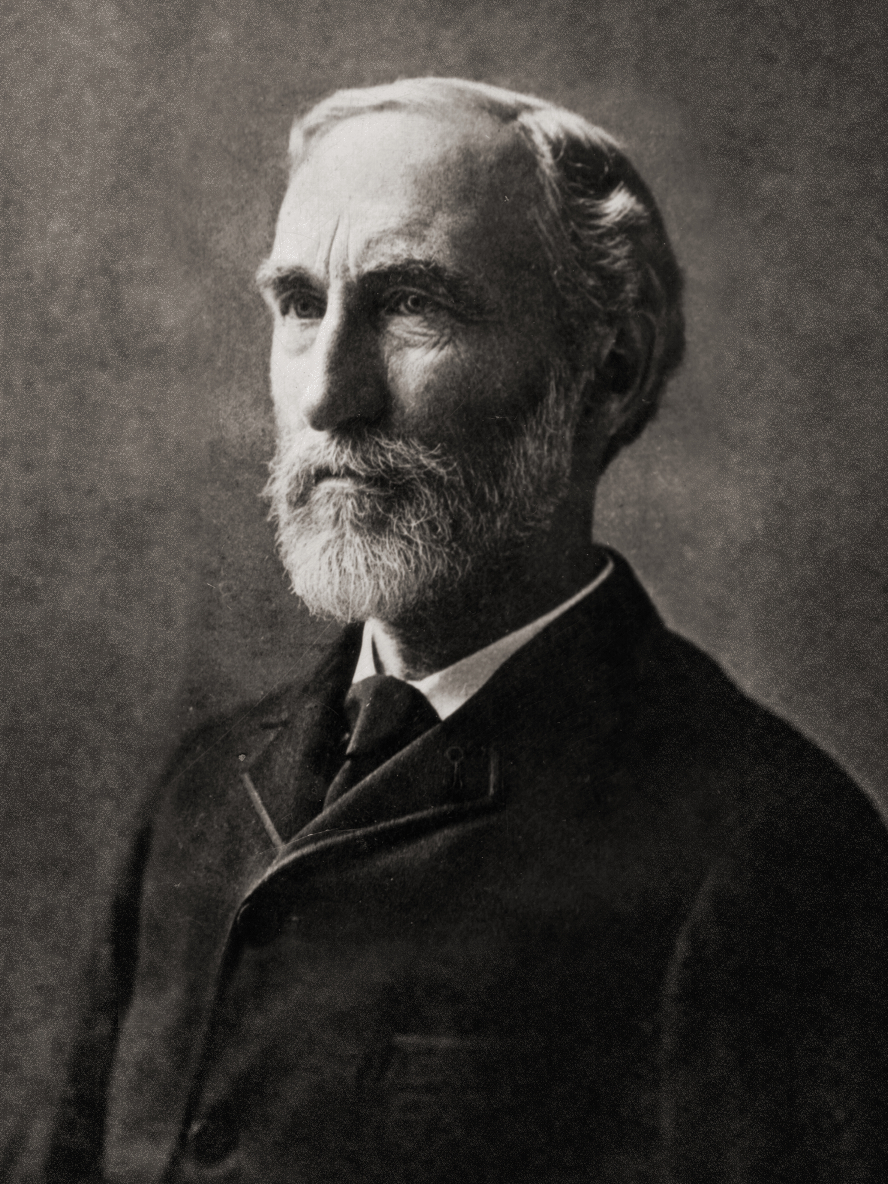
Willard Gibbs

- Willard Sterling Boyle, fisico canadese
- Willard Gibbs, ingegnere, chimico e fisico statunitense
- Willard Libby, chimico statunitense
- Willard Louis,  regista, attore e sceneggiatore statunitense
- Willard Metcalf, pittore statunitense
- Willard Parker, attore statunitense
- Willard Carroll Smith Jr., nome completo di Will Smith, attore, comico, rapper e produttore cinematografico statunitense
- Willard Van Dyke, fotografo e cineasta statunitense
- Willard Van Orman Quine, filosofo e logico statunitense
- Willard Waterman, attore statunitense
- Willard White, basso-baritono giamaicano

## Il nome nelle arti
- Willard Stiles è un personaggio del film del 1971 Willard e i topi, diretto da Daniel Mann, e del suo remake del 2003 Willard il paranoico, diretto da Glen Morgan.